# يوهانا جاكسون
يوهانا جاكسون (بالإنجليزية: Johanna Jackson)‏ هي منافسة ألعاب القوى بريطانية، ولدت في 17 يناير 1985 في ميدلزبرة في المملكة المتحدة.

## وصلات خارجية
- يوهانا جاكسون على موقع الاتحاد الدولي لألعاب القوى (الإنجليزية)
- يوهانا جاكسون على موقع أوليمبيديا (الإنجليزية)
- يوهانا جاكسون على موقع اتحاد ألعاب الكومنولث (مؤرشف) (الإنجليزية)
- يوهانا جاكسون على موقع اتحاد ألعاب الكومنولث (مؤرشف) (الإنجليزية)